# Moa Moa
Der Bautastein von Moa Moa steht am Heiavegen in Sæbøvik auf der Insel Halsnøy im Hardangerfjord im Fylke Vestland in Norwegen.
Der Menhir befand sich einst in der Mitte eines etwa 0,5 Meter hohen und je Seite etwa 14,0 Meter langen Treudd, der durch den Bau moderner Häuser und Straßen verloren ging. Der Bautastein wurde später neben der Straße und einem Privathaus an seinem ursprünglichen Platz aufgestellt.
Er ist etwa 4,5 Meter hoch, 80 cm breit und 20 cm dick und hat eine gerade Spitze.
Das Gräberfeld von Sjo liegt 200 m westlich auf dem Isthmus von Sæbøvik.